# Première communion

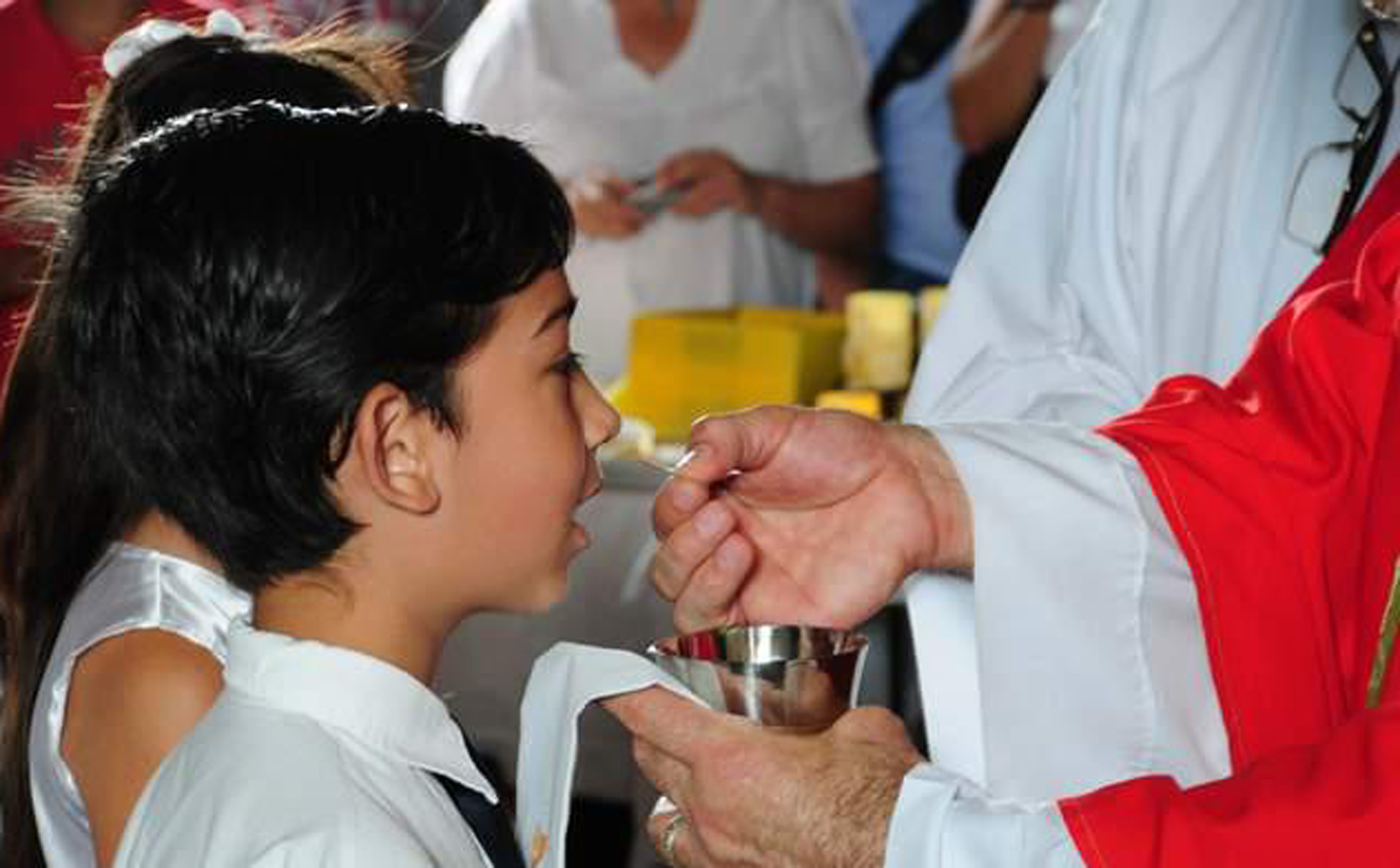
Un enfant reçoit sa 'première communion'.

La première communion (également dite communion privée) est la première fois qu'une personne baptisée reçoit le pain eucharistique (le corps du Christ) au cours de la célébration de l'eucharistie durant la messe, dans l'Église catholique, la Communion anglicane et le luthéranisme. Elle a généralement lieu à l'issue de deux ans de catéchisme.

## Histoire
Historiquement, même s'il a toujours été possible d'accomplir la première communion dans le cadre d'une cérémonie individuelle — on parle alors de « communion privée » —, de grandes cérémonies collectives ont été organisées en France à partir du XVIIe siècle : ce sont les communions solennelles célébrées vers l'âge de 12 ans. Elles sont instituées à une époque où il fallait contrer l'influence du jansénisme.
Depuis lors, la cérémonie se dédouble en première communion célébrée vers 7-8 ans et communion solennelle, vers l'âge de 10-12 ans.

## Catholicisme
L'eucharistie ou la communion est l'un des sept sacrements de l'Église catholique. Communier est le fait de recevoir et consommer du pain (souvent sous la forme d'une hostie) et éventuellement du vin consacrés au cours de l'Eucharistie. Les catholiques professent la présence réelle du Christ, en son corps et son sang, sous les apparences (« espèces ») du pain et du vin, consacrés par le prêtre pendant la messe. Théologiquement ce mystère est appelé transsubstantiation.
Pour un catholique, la première communion est un jour de fête. La célébration religieuse est souvent suivie d'un repas de famille à la fin duquel l'enfant offre des images commémoratives et reçoit des cadeaux qui ne sont pas des jouets (montre, stylo-plume, Bible illustrée, livre d'histoire sainte).
En Suisse, en Belgique et en France, pour les enfants vers 9 ans, cette cérémonie a lieu généralement en avril ou en mai.
Dans les communautés traditionnelles, la première communion est généralement reçue plus tôt (7 ans), conformément au décret Quam singulari sur la communion des enfants promulgué le 8 août 1910 par la Sacrée Congrégation des Sacrements.
La communion solennelle, ou profession de foi, a lieu quelques années plus tard, généralement en mai ou juin.

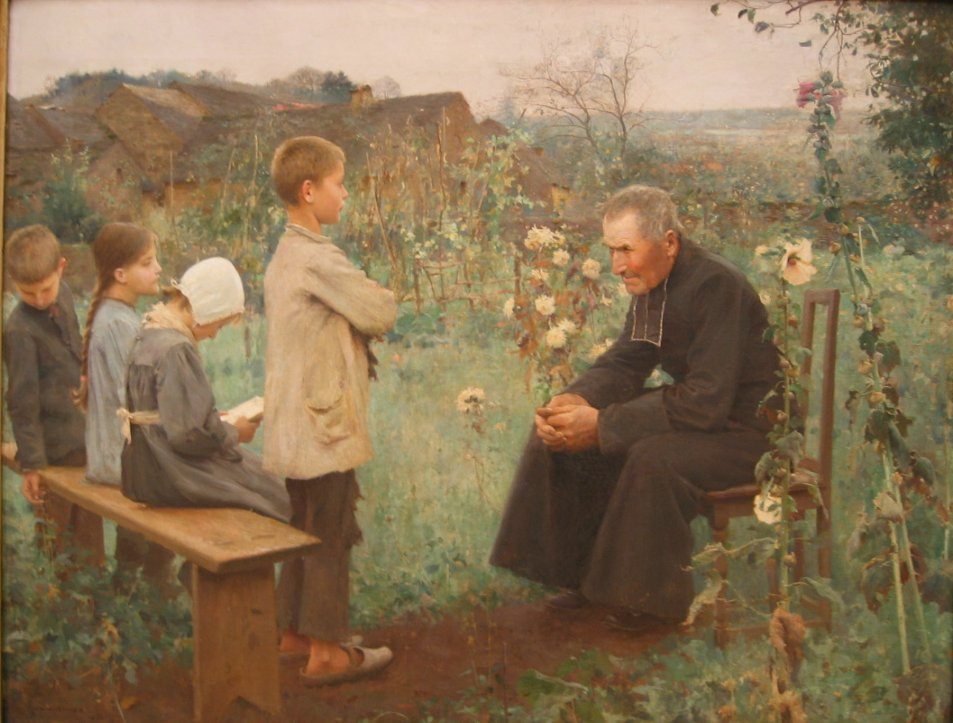
La Leçon de catéchisme par Jules-Alexis Muenier en 1890, musée des beaux-arts de Besançon.
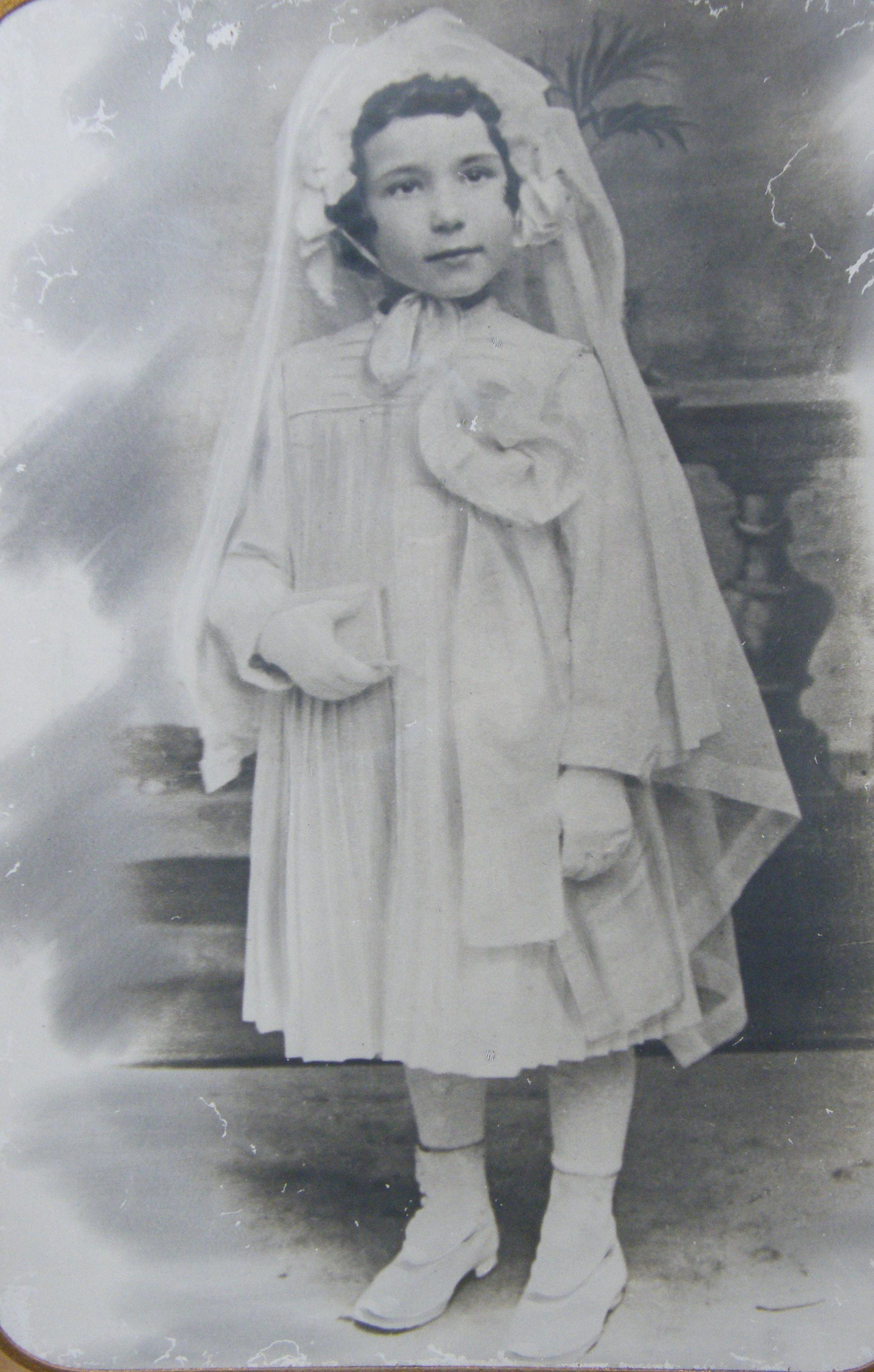
Une petite fille dans son habit de communiante en Italie (1919).
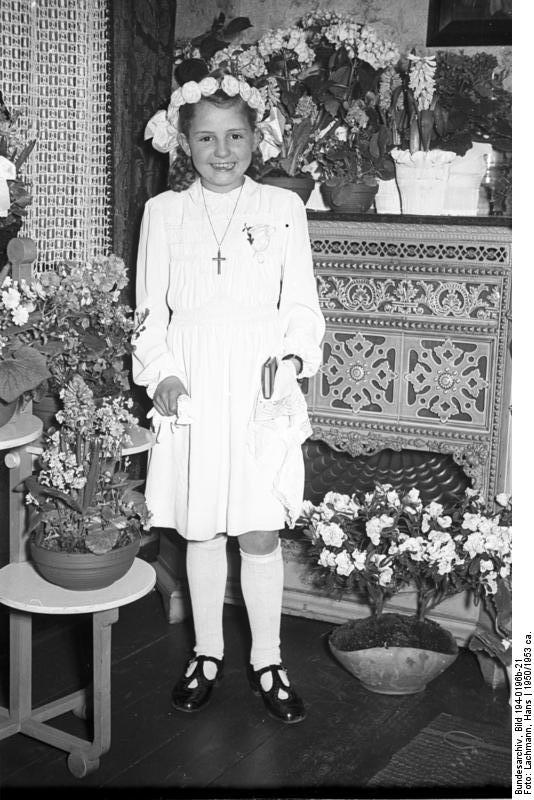
Une fille dans son habit de communiante en Allemagne (1950).
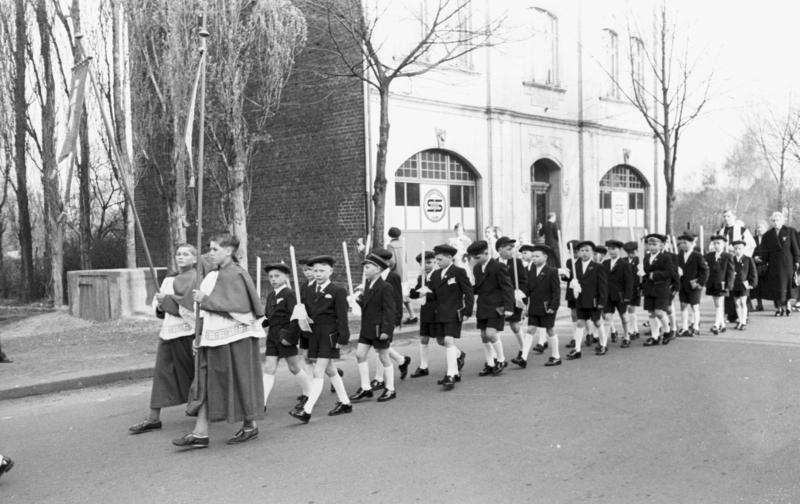
Procession de communiants en Allemagne (1953).

## Protestantisme
Elle est pratiquée par la communion anglicane et le luthéranisme.